# Польковицкий повет
Польковицкий повет (пол. Powiat polkowicki) — повет (район) в Польше, входит как административная единица в Нижнесилезское воеводство. Центр повета — город Польковице. Занимает площадь 779,93 км². Население — 63 057 человек (на 31 декабря 2015 года).

## Административное деление
- города: Хоцянув, Польковице, Пшемкув
- городско-сельские гмины: Гмина Хочанув, Гмина Польковице, Гмина Пшемкув
- сельские гмины: Гмина Гавожице, Гмина Грембоцице, Гмина Радванице

## Демография
Население повета дано на 31 декабря 2015 года.
| Перепись            | Всего  | Мужчины | Женщины |
| ------------------- | ------ | ------- | ------- |
| Всего               | 63 057 | 31 186  | 31 871  |
| Городское население | 36 925 | 18 042  | 18 883  |
| Сельское население  | 26 132 | 13 144  | 12 988  |